# Berlinische Lebens-Versicherungs Gesellschaft
Die Berlinische Lebens-Versicherungs Gesellschaft war ein 1836 in Alt-Berlin gegründetes deutsches Versicherungsunternehmen, das heute als Athora Lebensversicherung AG firmiert. Lange Zeit auch vereinfacht als Berlinische Leben bekannt, hieß das Unternehmen zwischenzeitlich als zur niederländischen Versicherungsgruppe Delta Lloyd gehörend zwischen 2006 und 2015 Delta Lloyd Lebensversicherung.

## Geschichte

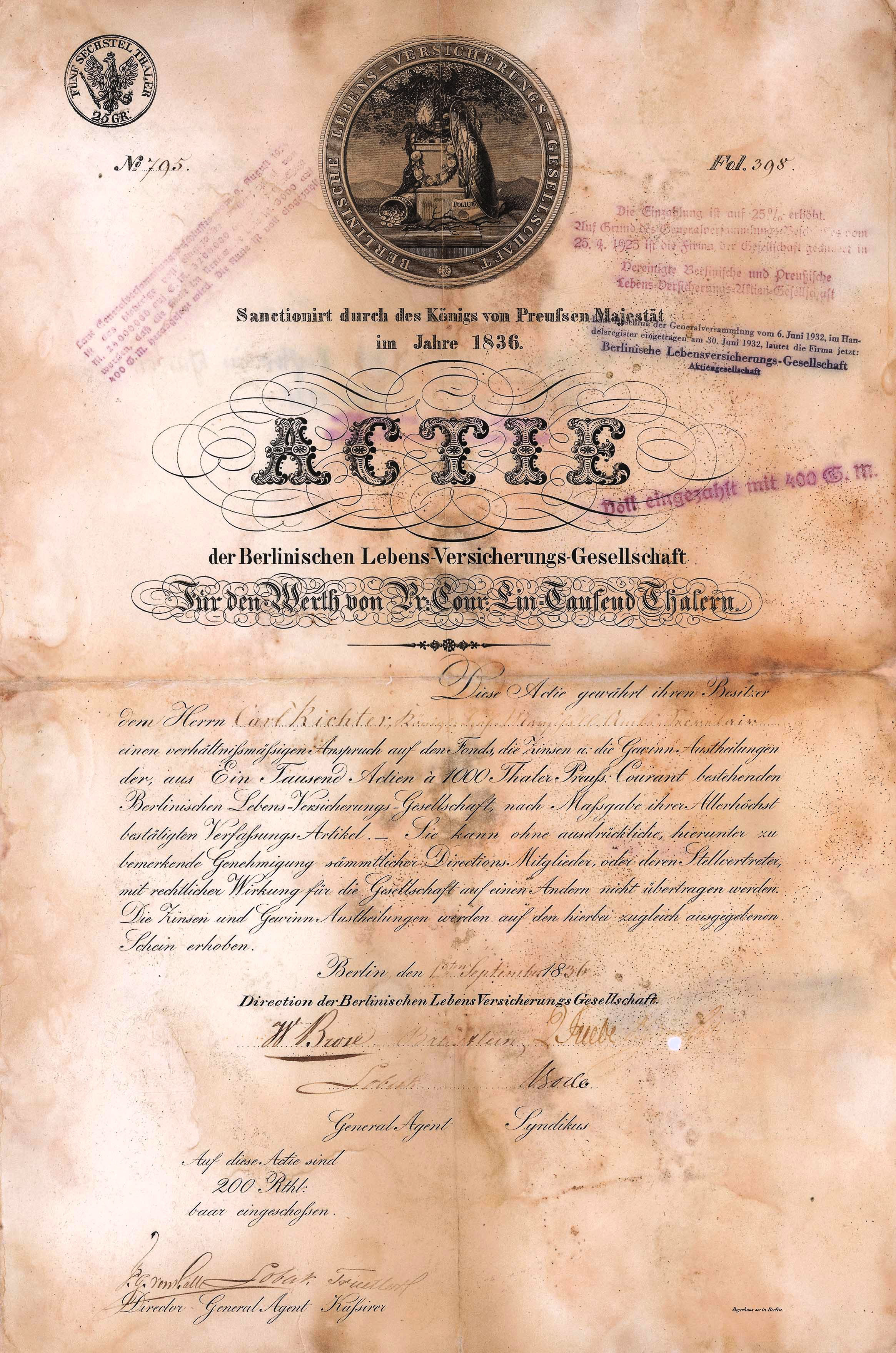
Gründeraktie der Berlinischen Lebens-Versicherungs-Gesellschaft vom 1. September 1836

Mit Genehmigung des preußischen Königs wurde 1836 die Berlinische Lebens-Versicherungs Gesellschaft als Aktienverein in Berlin unter maßgeblicher Beteiligung von Heinrich Ludwig Lobeck gegründet und war damit das erste Lebensversicherungsunternehmen in Preußen und das zweite Unternehmen dieser Art in Deutschland. Lobeck orientierte sich dabei an englischen Vorbildern. Mit seinem Vorstoß stieß er auf das Wohlwollen der Regierung. Seit 1844 war die Berlinische Renten- und Kapitals-Versicherungs-Bank mit der Versicherung verbunden. Diese wurde 1889 aufgelöst.
1915 wurde die in Hannover sitzende Deutsche Militairdienst-Versicherungs-Anstalt als Zweigniederlassung der Berliner Leben angegliedert, 1921 wurde die Erfurter Thuringia übernommen. Die Versicherung fusionierte 1923 mit der Preußischen Lebensversicherungs AG. Gleichzeitig erwarb die Frankfurter Allgemeine Versicherung die Mehrheit an der Gesellschaft. Als diese infolge des FAVAG-Skandals im Spätsommer 1929 zusammenbrach, ging die Mehrheit des Unternehmens an die eng verbundenen Allianz und Münchener Rück, die auch die mit der Frankfurter Allgemeinen bestehenden Rückversicherungsverhältnisse ablöste. In diesem Zusammenhang firmierte das Unternehmen in Berlinische Lebensversicherung um. Ihr hundertjähriges Bestehen feierte die Versicherungsgesellschaft im Juni 1936 unter Beisein von Hermann Göring, seinerzeit Ministerpräsident Preußens, und Eduard Hilgard, Leiter der Reichsgruppe Versicherungen, im Plenarsaal des Reichstagsgebäudes.
Der 1951/1952 von Curt Hans Fritzsche im Stil der Geschäftshausarchitektur der 1920er-Jahre erbaute neue Firmensitz in Berlin Ecke Lietzenburger Straße 51/Rankestraße steht inzwischen unter Denkmalschutz. Er wird anderweitig gewerblich genutzt. Ein Großteil der Geschäftstätigkeit und Verwaltung war zudem nach Wiesbaden verlegt worden.
Zum 150. Geburtstag der Berlinische Leben fand am 11. Juni 1986 die Festfeier im Hessischen Staatstheater Wiesbaden statt, wo neben dem Aufsichtsratsvorsitzenden Horst Jannott insbesondere Bundesbankpräsident Karl Otto Pöhl als Festredner auftrat. Dabei gab der Versicherer für das Vorjahr Beitragseinnahmen von 510 Mio. D-Mark (heute ca. 556 Mio. Euro) bei 7,23 Mrd. DM (heute ca. 7,9 Milliarden Euro) Versicherungssumme für das Neugeschäft bekannt.
In den 1980er Jahren gehörte die Berlinische Leben insbesondere aufgrund einer unter Vorstandsvorsitzendem Gerhart Gomm geschlossenen Vereinbarung mit der Deutschen Bank zu den Versicherungsunternehmen, die insbesondere im Hypotheken- sowie Restschuldversicherungsgeschäft aufgrund des Bankvertriebs wuchs. Zudem hatte sie eine exklusive Vereinbarung mit der Versicherungsstelle für Zahnärzte. Dabei etablierte sich auch in der deutschen Finanzdienstleistungsbranche der International bereits teilweise gelebte Bancassurancegedanke, so dass die Deutsche Bank den direkten Einstieg ins Versicherungsgeschäft erwog – der Kooperationspartner Berlinische Leben, der unter Gomm zum deutschen Marktführer in diesem Bereich aufgestiegen war und daher einen bedeutenden Anteil seines Geschäfts auf Restschuldversicherungen zurückführte, galt als natürlicher Übernahmekandidat. Letztlich entschied sich das Bankhaus zur Gründung einer eigenen Lebensversicherungstochter, die db-Leben bestand ab dem 1. September 1989 und Vertriebsvereinbarungen mit der Allianz und der Berlinischen Leben wurden in diesem Zusammenhang gekündigt bzw. zurückgefahren. Dennoch wuchs die Gesellschaft direkt nach der Wende und der Wiedervereinigung insbesondere aufgrund der privaten Kreditnachfrage und einen Bauboom zunächst weiter, ehe 1993 trotz 812 Mio. Beitragseinnahmen (heute ca. 728 Mio. Euro) das Neugeschäft um 27 % bei gleichzeitigem Anstieg des Stornos von 6,8 % auf 9,7 % einbrach. Unter Vorstandschef Sven-Michael Slottko kam es zu einem Umbau, zudem erfolgte 1994 der mehrheitliche Erwerb der Hamburger Lebensversicherung von der Patria Leben, die nach Übertragung des Bestands auf die Deutschlandtochter der mit der Patria verbundenen Helvetia eine leere Hülle war und im Folgenden ohne Altlasten neu aufgebaut wurde. Unterdessen wurde die Besitzverhältnisse neu arrangiert, Allianz-Vorstand Henning Schulte-Noelle ordnete gemeinsam mit MR-Chef Hans-Jürgen Schinzler die jeweiligen gemeinsamen Beteiligungen neu, dies betraf neben der nun endgültig in den MR-Konzern eingegliederten Berlinische Leben, insbesondere die Schwestergesellschaften Karlsruher Versicherungen, Hamburg-Mannheimer, DKV Deutsche Krankenversicherung sowie Hermes Kreditversicherung, bei denen die Mehrheitsbeteiligungen jeweils zugunsten eines der beiden Unternehmen neu strukturiert wurden. Ende 1996 vereinbarte die Berlinische Leben das Outsourcing der unternehmenseigenen IT mit IBM.
Im Jahr 1998 übernahm die Delta Lloyd N.V. aus Amsterdam die Berlinische Leben. 2006 erfolgte die Umfirmierung in Delta Lloyd Lebensversicherung AG.
Im Oktober 2015 hat die Athene Holding den Erwerb der Gesellschaft bekanntgegeben, im November 2015 erfolgte die Umfirmierung als „Athene Lebensversicherung“.
Im Juli 2018 erfolgte die Ausgliederung aus der Athene Holding und die Umfirmierung in Athora Lebensversicherung sowie die Eingliederung in die europäische Athora-Gruppe.